# María Paleólogo (señora de Lesbos)
María Paleólogo (en griego: Μαρία Παλαιολογίνα; fallecida el 6 de agosto de 1384) fue una princesa bizantina y señora de Lesbos. Era hija del emperador bizantino Andrónico III Paleólogo y Ana de Saboya. Sus hermanos fueron Juan, Miguel, María e Irene.
María se casó con Francesco Gattilusio. La boda tuvo lugar en Constantinopla. Luego la pareja se dirigió a Lesbos, que su esposo había recibido como feudo, y se asentó en el castillo de Mitilene. María murió junto con Francesco y dos de sus hijos durante el terremoto del 6 de agosto de 1384.

## Descendencia
María tuvo tres hijos con Francesco:
- Andrónico (fallecido el 6 de agosto de 1383)
- Domenico (fallecido el 6 de agosto de 1383)
- Jacopo (Francesco II), señor de Lesbos